# خورخي غارسيا
جورج غارسيا Jorge Garcia ممثل أمريكي من مواليد 28 أبريل 1973، حاصل بدوره في مسلسل لوست على جائزتي نقابة ممثلي الشاشة عام 2005 كأفضل مجموعة في مسلسل درامي وعام 2006 كأفضل ممثل في دور مساند.

## قائمة الأعمال
| السنة           | الفيلم                              | الشخصية      |
| --------------- | ----------------------------------- | ------------ |
| 1997            | Raven's Ridge                       | Monty        |
| 1999            | Tomorrow by Midnight                | Jay          |
| 2000            | King of the Open Mic's              | Meatloag     |
| 2001            | Spin City                           | Cabbie       |
| 2002            | The Slow and the Cautious           | Teddy        |
| 2003            | كولمبو: Columbo Likes the Nightlife | Julius       |
| 2003-2004       | Becker                              | Hector Lopez |
| 2004            | Tales from the Crapper              | Raccoon Head |
| 2004            | اكبح حماسك                          | Drug dealer  |
| 2004            | Happily Ever After ‏                 | Chris        |
| 2004            | Our Time Is Up                      | Gardener     |
| 2005            | The Good Humor Man                  | Mt. Rushmore |
| 2005            | Little Athens                       | Pedro        |
| 2006            | Deck the Halls ‏                     | Wallace      |
| 2007            | Sweetzer                            | Sergio       |
| 2004 - 2010     | لوست                                | هيرلي        |
| 2012 - حتى الآن | الكاتراز                            | دييغو سوتو   |

## وصلات خارجية
- خورخي غارسيا على موقع IMDb (الإنجليزية)
- خورخي غارسيا على موقع روتن توميتوز (الإنجليزية)
- خورخي غارسيا على موقع ألو سيني (الفرنسية)
- خورخي غارسيا على موقع ميوزك برينز (الإنجليزية)
- خورخي غارسيا على موقع تيرنر كلاسيك موفيز (الإنجليزية)
- خورخي غارسيا على موقع أول موفي (الإنجليزية)
- خورخي غارسيا على موقع قاعدة بيانات الأفلام السويدية (السويدية)
- خورخي غارسيا على موقع إن إن دي بي (الإنجليزية)
- خورخي غارسيا على موقع قاعدة بيانات الفيلم (الإنجليزية)
- خورخي غارسيا على موقع كينوبويسك (الروسية)
- A 45-minute interview recorded live with Jorge García on the CrankyFanatic podcast نسخة محفوظة 21 يونيو 2007 على موقع واي باك مشين. in Spring 2007.
- Interview with Jorge García about "Lost: The Video Game" نسخة محفوظة 29 مايو 2009 على موقع واي باك مشين. in August 2007.
- Dispatches from the Island, Jorge García's blog.
- Jorge Garcia Q&A in Saturday Night Magazine - Feb 2009.